# Idioma gurara
 Gurara (en bereber tagurart) es una lengua bereber zenati que se habla en la región de Gourara (Tigurarin), un archipiélago de oasis que rodea la ciudad de Timimoun en el suroeste de Argelia.

## Etimológico
El sitio evangelista Ethnologue le da el nombre genérico Taznatit ("Zenati"), junto con Tuwat hablado al sur; sin embargo, Blench (2006) clasifica a Gurara como un dialecto de Mzab – Wargla y Tuwat como un dialecto de los idiomas de Riff .

## Características
Gurara y Tuwat son las únicas lenguas bereberes para cambiar r en ciertas posiciones coda a A H laríngea; en otros contextos, cae r , convirtiendo un schwa precedente en a , y este último fenómeno también existe en Zenata Rif-Berber en el extremo norte de Marruecos. 
No hay pruebas concluyentes de la influencia de Songhay en Gurara.

## En la literatura
La tradición local de la poesía y la música ahellil en Gurara, descrita en L'Ahellil du Gourara de Mouloud Mammeri , ha sido incluida como parte del Patrimonio Cultural Inmaterial de la Humanidad por la UNESCO . 